# Amphineurus horni
Amphineurus horni är en tvåvingeart som beskrevs av Edwards 1923. Amphineurus horni ingår i släktet Amphineurus och familjen småharkrankar. Inga underarter finns listade i Catalogue of Life.